# A budapesti Stefánia út épületeinek listája
Az alábbi lista a budapesti Stefánia út épületeit mutatja be. Az üres telkek kék színnel kiemelve jelennek meg a listában.

### 1-10.
| Kép | Szám  | Név                             | Építés ideje  | Tervező                                      | Stílus             | Megjegyzés |
| --- | ----- | ------------------------------- | ------------- | -------------------------------------------- | ------------------ | --- |
|     | 1.    | földszintes villa               | 20. sz. eleje |                                              | népies szecessziós | |
|     | 2.    | Papp László Budapest Sportaréna | 2001–2003     | Skardelli György, Pottyondy Péter, Közti Rt. | modern             | A Magyar Posta lóállomása működött ezen a területen, majd a gépjárművek elterjedésével raktározásra használták a felszabaduló épületek egy részét. 1977. decemberben kezdődtek meg a szanálási munkák. 1978. március elsején kezdődött az új sportcsarnok építése. 1982. február 12-én került sor a Budapest Sportcsarnok hivatalos átadására. Számos nemzetközi sportversenynek és zenei koncertnek adott otthon a sportcsarnok. Az utolsó koncert 1999. december 12-én a Generál együttesé volt. Három nap múlva, december 15-én hajnali 5 óra 7 perckor a Fővárosi Tűzoltó-parancsnokság hírközpontja négy gépjármű fecskendő, egy magasból mentő és a Tűzoltási Csoport riasztását rendelte el, mivel tüzet jeleztek a sportcsarnokból. Az intenzív tűzre utaló további jelzések miatt, a hírközpont a III-as fokozatnak megfelelően további hat gépjárművet riasztott, összesen mintegy ötven tűzoltóval. A tüzet a küzdőtéren rendezett karácsonyi vásárban égve felejtett gyertya okozta. A lángokat a tűzoltók több órás küzdelemben tudták megfékezni. Az épület szerkezete a tűz során olyan sérüléseket szenvedett el, hogy az újjáépítés nem volt lehetséges. A Budapest Sportcsarnok helyén 2003. március 13-án adták át akkori nevén a Budapest Sportarénát, amely 2004. május 28. óta viseli Papp László (1926–2003) háromszoros magyar olimpiai bajnok ökölvívó, edző és sportvezető nevét. |
|     | 3.    | háromemeletes lakóház           | 20. sz.       |                                              | modern             | |
|     | 4.    | üres telek, futópálya           |               |                                              |                    | |
|     | 5-7.  | üres telek                      |               |                                              |                    | |
|     | 6-12. | Puskás Aréna                    | 2017–2019     | Skardelli György                             | modern             | 1948. július 13-án kezdődött a Puskás Ferenc Stadion stadion építése a régi lóversenypálya helyén. Az építményt 90%-ban előre gyártott elemekből tervezték, építésze Dávid Károly, statikusa Gilyén Jenő volt. A Népstadion megnyitójára 1953. augusztus 20-án került sor, hivatalosan 78 ezer fős lelátóval. A tervezett százezres tribün végül sosem valósult meg. Az 1990-es években az építmény felújítása során megerősítették a felső lelátó szerkezetét, s lefedték a sajtópáholyt. A létesítményt 2002. április 2-án nevezték át Puskás Ferenc Stadionra. 2016 februárjában kezdték lebontani a régi stadiont, s augusztus 24-én már csak a főépület állt. 2019. november 15-én került sor az új Puskás Aréna átadására a Magyarország – Uruguay labdarúgó-mérkőzéssel, amely 2–1-es uruguayi győzelemmel zárult. |
|     | 9.    | háromemeletes lakóház           | 20. sz.       |                                              | modern             | |

### 11-20.
| Kép | Szám | Név                                         | Építés ideje  | Tervező                       | Stílus               | Megjegyzés |
| --- | ---- | ------------------------------------------- | ------------- | ----------------------------- | -------------------- | --- |
|     | 11.  | háromemeletes lakóház                       | 20. sz.       |                               | modern               | |
|     | 13.  | háromemeletes lakóház                       | 20. sz.       |                               | modern               | |
|     | 14.  | Magyar Állami Földtani Intézet              | 1898–1899     | Lechner Ödön                  | magyaros szecesszió  | ;1898–99-ben épült Lechner Ödön tervei alapján, Hauszmann Sándor irányításával az 1869-ban alakult Magyar Királyi Földtani Intézet számára. Az építkezéshez a kormányon és a fővároson kívül Semsey Andor járult hozzá jelentős adománnyal. |
|     | 15.  | kétemeletes lakóház                         | 20. sz.       |                               | modern               | |
|     | 16.  | háromemeletes lakóház                       | 20. sz. eleje |                               | szecessziós          | |
|     | 17.  | háromemeletes lakóház                       | 20. sz.       |                               | modern               | |
|     | 18.  | háromemeletes lakóház                       | 20. sz. eleje |                               | német szecessziós    | |
|     | 19.  | háromemeletes lakóház                       | 1931          | Lázár Géza                    | art déco             | |
|     | 20.  | földszintes villa (Ligeti-műterem és villa) | 1905–1906     | Bálint Zoltán és Jámbor Lajos | magyaros szecessziós | A Stefánia úttól távolabb, a telek mélyén helyezkedik el. 1905–1906-ban épült Bálint Zoltán és Jámbor Lajos tervei alapján Ligeti Miklós (1871–1944) szobrász részére. A második világháborút követően Kisfaludi Strobl Zsigmond (1884–1975) szobrászművész használta a műtermet haláláig. Ezt követően hosszú évtizedeken keresztül lakóépületként funkcionált és több átalakítás történt rajta, melyek rontottak az épület eredeti egységes jellegén. A 2010-es évek végén történt felújításakor egy jelentősen leromlott állapotú épületet kellett megújítani. A 2020-tól alapítványi székházként működő épület az ICOMOS nemzetközi műemlékvédelmi szervezet legjobban sikerült műemléki helyreállításáért járó egyik díját nyerte a 2020-as műemléki világnapon. A felújítás során sikeresen őrizték meg ház eredeti karakterét a bővítéssel együtt. A főhomlokzat, a tető formája, az egykori műteremablak és a tetőterasz rekonstrukciójával megőrizték az épület eredeti hangulatát. |

### 21-30.
| Kép | Szám  | Név                                 | Építés ideje       | Tervező    | Stílus                 | Megjegyzés |
| --- | ----- | ----------------------------------- | ------------------ | ---------- | ---------------------- | --- |
|     | 21.   | háromemeletes lakóház               | 1931               | Lázár Géza | art déco               | |
|     | 22.   | kétemeletes villa (Friedmann-villa) | 1910-es évek vége  |            | historizáló–eklektikus | A 22. szám alatti villa az 1910-es évek végén épült feltehetően Friedmann Ignác (1882–?) ügyvéd számára. A 22. és 24. számú épületben működik a Szlovák Köztársaság Nagykövetsége. |
|     | 23.   | háromemeletes lakóház               | 1931               | Lázár Géza | art déco               | |
|     | 24.   | kétemeletes villa (Székely-villa)   | 19. sz.            |            | historizáló–eklektikus | A 24. számú ház építtetője Székely Ignác gépkereskedő lehetett. 1948 márciusa és 1992 decembere között a csehszlovák nagykövetség működött a két épületben. Napjainkban Szlovákia nagykövetsége található az épületben.                                                                     |
|     | 25.   | ötemeletes lakóház                  | 20. sz.            |            | modern                 | |
|     | 26.   | egyemeletes villa (Hevesi-villa)    | 1900-as évek eleje |            | modern                 | Az 1900-as évek elején épült villa feltehetően Hevesi Ödön bánya-vezérigazgató részére. Az 1920-as években Krausz Simon (1876–1938) bankár teljesen átépítette. |
|     | 27.   | ötemeletes lakóház                  | 20. sz.            |            | modern                 | |
|     | 28/a. | kétemeletes lakóház                 | 20. sz.            |            | modern                 | |
|     | 28/b. | egyemeletes lakóház                 | 20. sz.            |            | modern                 | |
|     | 29.   | háromemeletes lakóház               | 20. sz.            |            | modern                 | |
|     | 30.   | egyemeletes villa                   | 19. sz.            |            |                        | A Thököly út sarkán található épület az 1910-es évektől Paizs Gyula (1855–1937) országgyűlési képviselő tulajdonában volt. A második világháború után az Ybl Miklós Építőipari Műszaki Főiskola (napjainkban: Szent István Egyetem) tanszékei használják. Itt működik az Ybl Pince Klub is. |

### 31-40.
| Kép | Szám   | Név                         | Építés ideje | Tervező      | Stílus    | Megjegyzés |
| --- | ------ | --------------------------- | ------------ | ------------ | --------- | --- |
|     | 31.    | háromemeletes lakóház       | 20. sz.      |              | modern    | |
|     | 32.    | háromemeletes lakóház       | 19. sz.      |              | modern    | Az épület alján működik a Stefánia fagylaltozó (Boróka Fagylaltozó). |
|     | 33.    | háromemeletes lakóház       | 20. sz.      |              | modern    | |
|     | 34-38. | Honvéd Kulturális Központ   | 20. sz.      |              | modern    | |
|     | 34-38. | Park Club (Stefánia Palota) | 1893–1895    | Meinig Artúr | neobarokk | 1893 és 1895 között Meinig Artúr tervei alapján épült úri kaszinó. Park-Club néven 1895-ben báró Atzél Béla (1850–1900) alapította a fő- és középnemesség közös szórakozására. 1910-ben a klub kizárólag a mágnások találkozóhelye volt. A második világháború alatt megszűnt. 1947 óta a Magyar Honvédség (illetve a Magyar Néphadsereg) tulajdonában áll a szomszédos Honvéd Kulturális Központtal, amivel Stefánia Palota és Honvéd Kulturális Központ néven egyetlen intézményt alkotnak. 1993 óta viseli mai nevét. 2011-ben Magyarország uniós elnöksége idején fontos Európai Uniós tanácskozásnak a helyszíne volt. |
|     | 35.    | háromemeletes lakóház       | 20. sz.      |              | modern    | |
|     | 37.    | háromemeletes lakóház       | 20. sz.      |              | modern    | |
|     | 39.    | háromemeletes lakóház       | 20. sz.      |              | modern    | |
|     | 40.    | kilencemeletes irodaház     | 1970-es évek |              | modern    | A páros oldal utolsó épülete. |

### 41-50.
| Kép | Szám   | Név                   | Építés ideje | Tervező | Stílus                 | Megjegyzés |
| --- | ------ | --------------------- | ------------ | ------- | ---------------------- | ---------- |
|     | 41-43. | négyemeletes lakóház  | 20. sz.      |         | modern                 |            |
|     | 45.    | egyemeletes villa     | 19. sz.      |         | historizáló–eklektikus |            |
|     | 47-49. | háromemeletes lakóház | 20. sz.      |         | modern                 |            |

### 51-60.
| Kép | Szám    | Név                   | Építés ideje | Tervező | Stílus                 | Megjegyzés |
| --- | ------- | --------------------- | ------------ | ------- | ---------------------- | --- |
|     | 51.     | négyemeletes irodaház | 21. sz.      |         | modern                 | A Nemzeti Sportközpontok nevű szervezet működik benne.                                                                                   |
|     | 53.     | egyemeletes lakóház   | 19. sz.      |         | historizáló–eklektikus | |
|     | 55.     | háromemeletes lakóház | 20. sz.      |         | szecessziós            | |
|     | 57/a-b. | földszintes villa     | 20. sz.      |         | modern                 | Korábban itt működött az Orsolyita Nővérek iskolája és zárdája. Az 55. szám után az 57/b. jön, és csak utána következik az 57/a. épület. |
|     | 59.     | földszintes villa     | 20. sz.      |         | szecessziós            | |

### 61-70.
| Kép | Szám  | Név                            | Építés ideje | Tervező     | Stílus                 | Megjegyzés |
| --- | ----- | ------------------------------ | ------------ | ----------- | ---------------------- | --- |
|     | 61.   | egyemeletes villa              | 19. sz.      |             | historizáló–eklektikus | Az 59. épület mögött található.                                                                                           |
|     | 63/a. | földszintes villa              | 20. sz.      |             | modern                 | |
|     | 63/b. | háromemeletes lakóház          | 1927         | Kozma Lajos | népies szecessziós     | A telek mélyén, a Stefánia úttól távolabb, a 63/a. mögött helyezkedik el.                                                 |
|     | 63/c. | négyemeletes lakóház           | 1930 k.      | Kozma Lajos | art déco               | A telek mélyén, a Stefánia úttól távolabb, a 63/b. mögött helyezkedik el.                                                 |
|     | 65.   | egyemeletes villa (Löwy-villa) | 1920-as évek |             | neoeklektikus          | Az 1920-as években épült villa első tulajdonosa Löwy Henrik volt. Az 1990-es években a Lengyel Nagykövetség épülete volt. |
|     | 67.   | háromemeletes lakóház          | 20. sz.      |             | modern                 | A telek mélyén, a Stefánia úttól távolabb helyezkedik el.                                                                 |
|     | 69.   | kétemeletes lakóház            | 20. sz.      |             | modern                 | |

### 71-80.
| Kép | Szám   | Név                                         | Építés ideje | Tervező      | Stílus                 | Megjegyzés |
| --- | ------ | ------------------------------------------- | ------------ | ------------ | ---------------------- | --- |
|     | 71-73. | egyemeletes villa (Stefánia út szanatórium) | 1922         | Bergl Sándor | neoeklektikus          | Az egykori Stefánia út szanatórium, ami 1922-ben Bergl Sándor tervei alapján épült. Az 1920-as évek végétől itt élt Törzs Jenő színész. |
|     | 75.    | háromemeletes lakóház                       | 20. sz.      |              | modern                 | |
|     | 77.    | kétemeletes villa (Katona-villa)            | 1910-es évek |              | historizáló–eklektikus | Az 1910 körül épült villát feltehetően Katona Lajos bankár építette.                                                                    |
|     | 79.    | háromemeletes lakóház                       | 20. sz.      |              | modern                 | A telek mélyen, a 81. sz. épület mögött található.                                                                                      |

### 81-90.
| Kép | Szám   | Név                            | Építés ideje | Tervező | Stílus                 | Megjegyzés                                                               |
| --- | ------ | ------------------------------ | ------------ | ------- | ---------------------- | ------------------------------------------------------------------------ |
|     | 81.    | háromemeletes lakóház          | 20. sz.      |         | modern                 |                                                                          |
|     | 83-85. | egyemeletes villa              | 19. sz.      |         | historizáló–eklektikus | A XIV. Kerületi Rendőrkapitányság használja az épületet.                 |
|     | 87-89  | egyemeletes villa (Paul-villa) | 1910-es évek |         | historizáló–eklektikus | Az 1910-es években épült villa Paul Pál gyárigazgató részére épülhetett. |

### 91-100.
| Kép | Szám | Név                                    | Építés ideje | Tervező                  | Stílus                 | Megjegyzés |
| --- | ---- | -------------------------------------- | ------------ | ------------------------ | ---------------------- | --- |
|     | 91.  | Röser Gimnázium                        | 1893         |                          | historizáló–eklektikus | |
|     | 93.  | kétemeletes lakóház                    | 19. sz.      |                          | historizáló–eklektikus | Az épület alján működik a Thököly vendéglő. |
|     | 95.  | egyemeletes villa (Haggenmacher-villa) | 1907         | Pártos Gyula             | historizáló–eklektikus | 1907-ben épült Pártos Gyula tervei alapján és Haggenmacher Árpád családi villája volt. Napjainkban Olaszország nagykövetsége működik az épületben.                                                                |
|     | 97.  | egyemeletes villa (Singer-villa)       | 1926         | Vajda Andor és Vajda Pál | neoeklektikus          | 1926-ban épült Vajda Andor és Vajda Pál tervei alapján Singer Ernő megbízásából. 1947. március 9-én az épületben nyílt meg a Horváth Árpád Színészkollégium. Napjainkban Irán nagykövetsége működik az épületben. |
|     | 99.  | kétemeletes lakóház                    | 20. sz.      |                          | modern                 | |

### 101-110.
| Kép | Szám     | Név                                 | Építés ideje | Tervező                                     | Stílus            | Megjegyzés |
| --- | -------- | ----------------------------------- | ------------ | ------------------------------------------- | ----------------- | --- |
|     | 101-103. | kétemeletes irodaház                | 20. sz.      |                                             | modern            | Sagafredo vállalat használja. |
|     | 105.     | egyemeletes villa (Robitscek-villa) | 1922         | Rákosi Pál és Káldossy Lajos                | neoeklektikus     | 1922-ben épült Rákosi Pál és Káldossy Lajos tervei alapján a Robitsek (Robitschek) család számára. |
|     | 107.     | egyemeletes villa                   | 20. sz.      |                                             | neoeklektikus (?) | Feltehetően Kálmán Henrik a Magyar Kereskedelmi Bank vezérigazgatója számára épült a villa. Napjainkban Svájc nagykövetsége működik az épületben. |
|     | 111.     | egyemeletes villa (Zala-villa)      | 1899–1901    | Lechner Ödön, Bálint Zoltán és Jámbor Lajos | szecessziós       | 1899 és 1901 között épült Bálint Zoltán és Jámbor Lajos tervei alapján Zala György szobrász részére. A bejárat feletti szoborcsoportot Zala György készítette kerámiából. Az épület eredeti berendezése Toroczkai Wigand Ede tervei alapján készült, de a második világháborúban Budapest ostromakor elpusztult.Napjainkban Líbia nagykövetsége működik az épületben. A páratlan oldal utolsó épülete. |

## Egyéb irodalom, hivatkozások
- Budapest lexikon. Főszerk. Berza László. 2. bőv., átdolg. kiad. Budapest, 1993. Akadémiai K. ISBN 9630564092
- Budapest teljes utcanévlexikona. Szerk. Ráday Mihály. (hely nélkül): Sprinter. 2003.  ISBN 963 9469 06 8
- Déry Attila: Pest építészeti topográfiája III. VI–VII. kerület, Terézváros–Erzsébetváros. Budapest, 2006.
- Google térkép adatai
- Openstreetmap térkép adatai
- szecessziosmagazin adatai
- Gerle János – Kovács Attila – Makovecz Imre: A századforduló magyar építészete. Szépirodalmi Könyvkiadó, Budapest, 1990, ISBN 963-15-4278-5
- (szerk.) Fodor Béla: Zuglói lexikon, Herminamező Polgári Köre, 2009, ISBN 978-963-9935-05-1 (léteznek a műből 1998-as, 2003-as és 2015-ös kiadások is, elektronikusan a 2009-es elérhető)